# جوزيف كارول
جوزيف كارول (بالإنجليزية: Joseph Carroll)‏ هو ضابط أمريكي، ولد في 19 مارس 1910 في شيكاغو في الولايات المتحدة، وتوفي في 20 يناير 1991 بسبب مرض آلزهايمر.